# Forces armées rebelles
Les Forces armées rebelles (en espagnol : Fuerzas Armadas Rebeldes ; FAR) constituent une organisation de guérilla au Guatemala. Née fin 1962 (bien que ce soit officiellement le 7 février 1963) de l'union entre le Mouvement révolutionnaire du 13 novembre, le Mouvement étudiant du 12 avril et le Détachement du 20 octobre du Parti travailliste guatémaltèque (PGT), elle est la première organisation de guérilla au pays. Bien qu'il soit convenu à l'origine que le PGT prendrait en charge le politique et les FAR le militaire, cette division artificielle échoue et conduit à des conflits permanents entre les dirigeants politiques et militaires de l'organisation.
Les FAR connaissent quatre dirigeants, qui portent tous le titre de commandant en chef : Luis Augusto Turcios Lima, rebelle des Forces armées du Guatemala, mort le 2 octobre 1966 dans un étrange accident automobile,, César Montes, qui peu avant l'offensive contre-insurrectionnelle débutant en octobre 1966, quitte le pays et la direction de la guérilla, Camilo Sánchez, capturé et assassiné par l'armée et Pablo Monsanto, qui assume la direction des FAR jusqu'à sa dissolution en 1996.

## Histoire

### Origines
C'est lors du mandat présidentiel du colonel Enrique Peralta Azurdia (1963-1966) que les Escadrons de la mort, une force paramilitaire de l'armée gualtémaltèque chargée d'enlever et d'assassiner les opposants au régime est créée,. Les intellectuels, syndicalistes, artistes, écrivains, étudiants et enseignants de la capitale sont au départ particulièrement ciblés, tout comme tout autre partisan ou collaborateur de groupes de gauche. Le 1er mai 1965, les Forces armées rebelles contrattaquent : des bombes sont posées près des bureaux militaires, du bâtiment du Congrès et de la maison présidentielle à l'occasion d'un discours présidentiel, faisant ainsi plusieurs blessés et dommages.
Lors de la réorganisation des FAR, en mars 1965, la ville de Chiquimula sert de corridor stratégique entre le Front de guérilla « Edgar Ibarra », situé dans la Sierra de las Minas, et la frontière avec le Honduras. Une unité du Mouvement révolutionnaire du 13 novembre (MR-13) est venue à Olopa, rassemblant les indigènes Ch'ortís, offrant terre et liberté. Dans leur travail d'organisation, les cadres du MR-13 s'appuient sur les dirigeants locaux du mouvement agraire des années 1950 et sur les dirigeants des partisans du Parti révolutionnaire.
En 1966, la guérilla contrôle plusieurs villages de la région, mais en novembre, l'armée installe un détachement à Olopa et lance une offensive contre l'insurrection et ses collaborateurs. À ce moment, les actions des FAR commencent à s'intensifier.
Cette même année, les FAR participent à la promotion du candidat présidentiel Julio César Méndez Montenegro, qui voit, lorsque porté au pouvoir, sa marge d'action fortement limitée par l'armée, contrôlée par l'élite économique. La violence politique s'accroît sous sa présidence, poussant même son vice-président, Clemente Marroquín Rojas, à rendre public deux ans plus tard que le président s'était préalablement entendu avec l'armée, qui prétendait être celle qui décidait de ce qui était le mieux pour la nation, de le laisser gouverner en échange du champ libre pour qu'elle puisse appliquer sa stratégie de contre-insurrection,.
Toujours en 1966, la guérilla est rejointe par le poète Otto René Castillo, qui, revenu au pays et refusant de rester dans un refuge à Guatemala, se consacre à la préparation de pièces de théâtre que les combattants de la Sierra de las Minas représentent devant les paysans de la région pour leur transmettre le message des insurgés. À cette époque, la guérilla est constituée d'ex-soldats rebelles, de lycéens et étudiants de l'Université de San Carlos et de deux professionnels (économiste et anthropologue), n'ayant aucun support idéologique. Castillo vient combler cette lacune et se voit chargé de la formation aux concepts théoriques et idéologiques des combattants.
Le 2 octobre 1966, Luis Turcios Lima meurt carbonisé dans un accident de la circulation dans la zone 1 de Guatemala à trois heures du matin, sauvant la dame qui l'accompagnait. Les guérilleros décrivent sa mort comme une attaque, arguant que son véhicule ait été modifié pour freiner subitement lors de grandes vitesses afin de provoquer son renversement. Le commandant César Montes le remplace.
En décembre 1967, la société guatémaltèque est affectée par l'enlèvement, la torture et le meurtre de Miss Guatemala 1958, Rogelia Cruz Martínez, qui avait rejoint la lutte armée après les journées étudiantes de 1962. Enlevée par les forces gouvernementales, elle est retrouvée morte le 11 janvier 1968 près d'un pont dans les environs d'Escuintla, avec de terribles signes de torture. Le Parti travailliste guatémaltèque (PGT) venge cette action en attaquant un groupe de militaires américains, en tuant deux et en blessant un troisième[réf. nécessaire].
En août 1968, les FAR assassinent l'ambassadeur américain au Guatemala, John Gordon Mein, le premier ambassadeur des États-Unis à être assassiné en fonction à l'étranger. En sortant d'un dîner avec le ministre des Affaires étrangères, Emilio Arenales Catalán, l'ambassadeur se dirige en voiture vers son ambassade située à quelques rues. Bloqué par deux véhicules venus se mettre en son chemin, deux hommes en sortent et lui ordonnent de monter à bord de l'un d'eux. Après s'être mis à courir, l'ambassadeur est abattu et les agresseurs prennent la fuite,. Selon les rapports de la Commission de clarification historique, le dirigeant local de la guérilla à Guatemala à l'époque, Ramiro Díaz, est l'un des plus radicaux au sein des FAR.

### Victoire contre-insurrectionnelle de 1968
L'armée guatémaltèque prend des mesures drastiques afin d'écraser toute subversion. Elle est particulièrement efficace dans l'Est du pays où les dépôts d'armes, les lignes de communication et d'approvisionnement des forces insurrectionnelles sont détruits.
Le 19 mars 1967, après un combat au cours duquel son unité est dissoute et son commandant s'enfuit, laissant les combattants abandonnés, Otto René Castillo, le poète insurgé, est capturé par des unités militaires sous le commandement de Carlos Arana Osorio, alors chef de la zone militaire de Zacapa. Il est brutalement torturé et est mort en martyr, brûlé vif avec treize autres collaborateurs de l'insurrection.
Avec la mort de Turcios Lima, l'offensive contre-insurrectionnelle est marquée par une désorganisation, des désertions et des redditions volontaires aux autorités. On estime qu'à la fin de l'opération de l'armée, entre 5 000 et 6 000 personnes sont mortes. Fin 1968, le colonel Arana Osorio rapporte que les actions militaires du Parti guatémaltèque du travail (PGT), des FAR et du MR-13 sont neutralisées. Pour avoir dirigé cette offensive, Arana Osorio sera connu comme « le chacal de l’Est ».
Le PGT tente de maintenir la guerre populaire par la lutte armée, mais face aux erreurs tactiques et stratégiques commises par la direction du parti, les FAR désavouent le PGT en 1968 et décident de se réorganiser et de poursuivre seules la lutte. Les dirigeants des groupes subversifs analysèrent les causes de la défaite militaire et conclurent à des erreurs dans la conception de la planification révolutionnaire. De plus, la zone où ils opéraient ne permettait pas à la population de rejoindre la lutte armée ou de rejoindre les masses paysannes, de sorte que l'action politico-militaire était inefficace,.

### Enlèvements politiques
Début 1970, les FAR enlèvent le ministre des Finances, un attaché de travail à l'ambassade des États-Unis et l'ambassadeur d'Allemagne. Elles réclament en échange la libération de certains de leurs membres, la localisation d'autres et une somme d'argent de 700 000 dollars en contrepartie du troisième, qui est plus tard assassiné, vu le refus du gouvernement d'entériner le marché des FAR. À ce sujet, un dirigeant des FAR déclare plus tard à la Commission pour l'éclaircissement historique que cela avait été fait dans le but d'être pris au sérieux par le gouvernement.

### Scission et création de l'Armée de guérilla des pauvres
Durant les années 1970, les FAR encouragent le travail politique au sein des organisations sociales, en particulier les organisations d'enseignants, de syndicats et de paysans. Cependant, après la cuisante défaite subie fin 1968, un changement de mentalité s'opère au sein du groupe : il abandonne en grande partie l'idéologie des années 1960 d'inspiration castriste au profit d'une idéologie beaucoup plus radicale, nationaliste et indigène. En crise, les FAR voient donc plusieurs de leurs membres quitter pour former l'Armée de guérilla des pauvres au début de 1972. Ce groupe obtient le soutien de catholiques engagés auprès des pauvres et sympathiques à théologie de la libération.

### Massacre à l'ambassade espagnole
Le 31 janvier 1980, un incendie se déclare – dans des circonstances nébuleuses – à l'ambassade d'Espagne au Guatemala au moment où la police guatémaltèque y fait son entrée, peu avant la prise de pouvoir par la guérilla. Ayant fait 37 morts, les FAR accusent l'armée d'avoir mené l'attaque. Ce n'est qu'en octobre 2014 que les autorités guatémaltèques permettent la mise en accusation de Pedro García Arredondo, ancien chef de la police, qui a participé à l'opération policière,. Il est condamné à 90 ans de prison en janvier 2015.

### Intégration de l'URNG
Le 7 février 1982, les FAR intègrent l'Unité révolutionnaire nationale guatémaltèque.

### Massacre de Las Dos Erres
Après la contre-révolution de 1954, le gouvernement guatémaltèque crée le Conseil de planification économique (CNPE) débute l'utilisation de stratégies de libre marché, conseillé par la Banque mondiale et l'Administration de coopération internationale (ICA) des États-Unis. Le CNPE et l'ICA créent la Direction générale des affaires agraires (DGAA) chargée de démanteler et d'annuler les effets du décret 900 de la réforme agraire du gouvernement de Jacobo Árbenz Guzmán. En 1959, la Société nationale pour la promotion et le développement économique du Petén (FYDEP) est créée afin d'orchestrer la colonisation du département du Petén. Bien que relevant officiellement de la présidence, la FYDEP est en pratique dirigée par les militaires et dépend du ministère de la Défense. Parallèlement, la DGAA est chargée de la bande géographique qui jouxte la limite départementale du Petén et les frontières du Belize, du Honduras et du Mexique, et qui serait finalement appelée la Frange transversale du Nord (FTN).
L'exploitation du pétrole débute près de Rubelsanto dans le Petén en 1974 et des gisements sont ensuite découverts dans le nord du Huehuetenango, du Quiché et près de La Libertad, dans le Petén, vers 1976.
À La Libertad, le lotissement de Las Dos Erres est fondé en 1978 dans le cadre de la distribution gratuite des terres publiques par le gouvernement. La FYDEP autorise la distribution de 100 caballerías (es) à Federico Aquino Ruano et Marcos Reyes dans le but que ceux-ci les redistribuent à ceux qui en font la demande à coup d'un, deux ou cinq caballerías.
Début 1982, des unités de l'armée présentes dans le secteur sont prises dans une embuscade orchestrée par les FAR, se traduisant par l'exécution de 17 soldats et la confiscation de leurs équipements et armes. L'armée réplique en tentant d'organiser une patrouille d'autodéfense civile (PAC) à Las Dos Erres qui visait la surveillance des secteurs environnants au village, tel le village de Las Cruces. Les habitants de Las Dos Erres refusent cependant, arguant ne vouloir que défendre leur propre collectivité. Contrariée, l'armée décide de faire passer les habitants de Las Dos Erres pour des guérilleros auprès de la population, avec notamment comme preuve les sacs de marque FAR (du nom de Federico Aquino Ruano, fondateur de la localité) que possédaient plusieurs habitants du village. Du 5 au 7 décembre 1982, l'armée mobilise enfin les Kaibiles, son unité d'élite, vers Las Dos Erres, qui prennent le village et assassinent ignoblement 201 paysans, événement qui sera plus tard communément nommé le massacre de Las Dos Erres.

## Activité armée durant la guerre civile
Les FAR sont accusées de divers attentats et assassinats, comme celui survenu le 21 juin 1980, lors de la liquidation du syndicaliste René Aldama, ou celui d'un leader du Mouvement de libération nationale à Santa Lucía Cotzumalguapa en janvier 1981,.
Le 29 juin 1983, des membres des FAR enlèvent Marta Elena Ríos Montt, sœur d'Efraín Ríos Montt, et Celeste Aída Mejía Víctores, un acte qui attire l'attention des médias nationaux et internationaux. Cet enlèvement est une réponse aux récentes offensives du gouvernement et au soutien apporté par Ronald Reagan à celles-ci,,. Le 27 octobre suivant, les deux femmes sont libérées,, mais la campagne armée des FAR se poursuit.

## Après la dissolution
Le 3 septembre 2019, une patrouille de l'armée guatémaltèqu cherchant un avion transportant des stupéfiants est tombée dans une embuscade à El Estor dans le département d'Izabal, qui fait trois morts parmi leurs rangs et trois soldats kidnappés, qui sont toutefois relâchés le lendemain,. Après avoir identifié des gangs de trafiquants de drogue comme responsables de l'attaque,, le 26 octobre 2020, César Montes est arrêté à Acapulco pour avoir été l'auteur intellectuel de l'attaque. Selon certains médias, l'arrestation aurait présenté de graves lacunes juridiques et une détention arbitraire de la part du système judiciaire guatémaltèque,. Le mois de mai suivant, le président mexicain Andrés Manuel López Obrador annonce qu'il pressentait que le gouvernement guatémaltèque gracierait l'ancien chef de la guérilla César Montes – déjà condamné dans son pays à une peine de 175 ans de prison – et permettrait son transfert au Mexique, où l'asile lui serait accordé,.